# Hypnum nanum
Hypnum nanum là một loài Rêu trong họ Hypnaceae. Loài này được Vill. ex Brid. mô tả khoa học đầu tiên năm 1827.